# Valdichiana rosato
Il Valdichiana rosato è un vino DOC la cui produzione è consentita nelle province di Arezzo e Siena.

## Caratteristiche organolettiche
- colore: rosa più o meno intenso
- odore: vinoso, fresco, fragrante
- sapore: armonico, fresco di beva

## Produzione
Provincia, stagione, volume in ettolitri
- nessun dato disponibile